# كاثرين بارسونز
كاثرين بارسونز (مواليد سنة 1982) (بالإنجليزية: Kathryn Parsons)‏ هي رائدة أعمال بريطانية في مجال التكنولوجيا. وهي المؤسس المشارك والرئيس التنفيذي المشارك لشركة Decoded وهي شركة ناشئة في مجال التكنولوجيا مقرها لندن، وتهدف إلى زيادة الإلمام الرقمي.

## وصلات خارجية
- "Decoded's Kathryn Parsons on demystifying the digital world" (video) الغارديان, 26 February 2014
- "Kathryn Parsons at the Digital Agenda Assembly 2013" (video) Silicon Republic, 21 June 2013
- "My Big Idea by Kathryn Parsons" Harper's Bazaar UK, 22 April 2013
- Decoded – Company Website